# Wende (Neunkirchen-Seelscheid)
Wende ist ein Ortsteil der Gemeinde Neunkirchen-Seelscheid im Rhein-Sieg-Kreis.

## Lage
Wende liegt am Wendbach im Bergischen Land. Nachbarorte sind Oberwennerscheid im Westen, Söntgerath im Norden und Hardt im Osten.

## Geschichte
1830 hatte Wende 12 Einwohner. 1845 hatte der Hof 27 katholische Einwohner in fünf Häusern. 1888 gab es 13 Bewohner in sechs Häusern.
1901 hatte der Weiler 17 Einwohner. Verzeichnet sind die Familien Müllerin Witwe Franz Alda und Zimmerer Peter Pütz.
1910 wohnten in Wende die Haushalte Müller Anton Alda und die Ackerin Witwe Franz Alda. Scheinbar hat der Sohn die Wassermühle übernommen, die Mutter betreibt etwas Landwirtschaft. Der noch 1901 verzeichnete Peter Pütz könnte mit dem jetzigen namensgleichen Müller in Oberhorbach identisch sein.
Das Dorf gehörte bis 1969 zur Gemeinde Neunkirchen.